# Charlestown of Aberlour
Charlestown of Aberlour je malé město ve Skotsku, v oblasti Moray, na severu údolí Strath Spey. Toto místo, ležící jihovýchodně od města Elgin je spojeno s výrobou Skotské whisky a tradičních skotských máslových sušenek (Shortbread). Stávající městys založil v roce 1812 Charles Grant of Elchies a pojmenoval podle svého syna Charlese.